# اچ‌ام‌اس رامنی (۱۷۶۲)
اچ‌ام‌اس رامنی (۱۷۶۲) (به انگلیسی: HMS Romney (1762)) یک کشتی بود که طول آن ۱۴۶ فوت (۴۴٫۵ متر) بود. این کشتی در سال ۱۷۶۲ ساخته شد.